# Архиповское (Ставропольский край)
Архи́повское — село в составе Будённовского района (муниципального округа) Ставропольского края России.

## Варианты названия
- Архиповка,
- Архиповское (Башкирка)[3]

## География
Архиповское расположено на правом берегу реки Кумы, в долине которой с юго-восточной стороны находится возвышенность, а с северо-западной — лес.
На западе: село Стародубское
На севере-западе: посёлок Терек
На юго-западе: село Добровольное
Расстояние до краевого центра: 175 км.
Расстояние до районного центра: 29 км.

## История
Земля, на которой стоит село, ранее принадлежала помещику Архипову от чьего имени и прозвалось. Начало заселения было положено в 1882 году. Также поначалу называлось Башкиркой — от некогда существовавшей здесь водяной мельницы, принадлежавшей крестьянину Башкирову. Жители поселка —переселенцы из Черниговской и Курской губерний.
1918 год был отмечен мученической смертью местного православного священника Дмитрия Голубинского, который был убит проходившими красноармейскими частями по обвинению в сочувствии «кадетам и буржуям», за осуждение большевиков в проповедях.
До 16 марта 2020 года село было административным центром сельского поселения Архиповский сельсовет.

## Население
| 1897  | 1925  | 1989 | 2002  | 2010 | 2012  | 2014  |
| ----- | ----- | ---- | ----- | ---- | ----- | ----- |
| 773   | ↗1365 | ↘876 | ↗1111 | ↘935 | ↗1013 | ↘1000 |
| 2021  |       |      |       |      |       |       |
| ↗1040 |       |      |       |      |       |       |

По данным переписи 2002 года в национальной структуре населения преобладают русские (75 %).

## Инфраструктура
- Администрация Архиповского сельсовета
- Центр культуры, досуга и спорта
- Фельдшерско-акушерский пункт[15]
- В 1,2 км к юго-западу от здания администрации сельсовета расположено общественное открытое кладбище площадью 21 140 м²[16].

## Образование
- Детский сад № 35 «Маргаритка» (на 78 мест)
- Средняя общеобразовательная школа № 21 (на 240 мест)

## Экономика
- Основой экономики является производство сельскохозяйственной продукции
- Сельскохозяйственный производственный кооператив колхоз «Архиповский»[17]. Бюджетообразующее предприятие
- 14 крестьянско-фермерских хозяйств, 2 малых предприятия, 10 индивидуальных предпринимателей.

## Люди, связанные с селом
- Бобрышев, Валентин Сергеевич (р. 1945, село Архиповское) — военачальник, генерал армии

## Памятники
- Памятник воинам-землякам, погибшим в годы гражданской и Великой отечественной войн. 1973 г.[18]